# Crnogorski perper
Crnogorski perper (crn. ćir. Црногорски перпер) bivše je zakonsko sredstvo plaćanja Crnoj Gori početkom 20. stoljeća. Dijelio se na 100 para.
Crna Gora do početka 20. stoljeće nije imala svoj novac, već se na njenom području koristio strani novac, posebice austro-ugarska kruna. To nije bilo dobro za njihovu ekonomiju, pa su odlučili izdati vlastiti novac. Prvotno je to trebao biti "Perun", novac Petra II. Petrovića Njegoša 1851., ali se to nije ostvarilo. U siječnju 1901. Crnogorsko ministarstvo financija uvodi krunu za službenu monetu, ali ni to nije trajnije uspjelo. 
Tek 1906. Crna Gora dobiva svoj novac koji je iskovan u Beču u bronci i niklu u apoenima od 1, 2, 10 i 20 para. 1909. u francuskim kovnicama novca iskovane su i srebrne kovanice od 1 i 5 perpera. Ime je dobio po srpskome perperu iz doba cara Dušana, čijim se nasljednikom tadašnja Crna Gora smatrala. Vrijednost novca bila je izjednačena s krunom, ali nije u potpunosti uspjela istisnuti krunu s tih prostora. Već sljedeće godine u Beču iskovani su i zlatni perperi u apoenima od 10, 20 i 100 perpera te su pušteni u optjecaj. Kovanje novca nastavljeno je do početka I. svjetskog rata 1914. godine. 
Paralelno s kovanicama tiskane su i novčanice perpera zbog potrebe za povećanjem sredstava države koje su nastale početkom Balkanskog rata.
Perperi su se koristili do 1920. godine, kada je i službeno zamijenjen jugoslavenskim dinarom.

## Vanjske poveznice
- Stari crnogorski novac  Arhivirana inačica izvorne stranice od 11. travnja 2007. (Wayback Machine)
- Centralna banka Crne Gore - Jubilarno izdanje perpera